# 김석주
김석주(金錫冑, 1634년 9월 26일(음력 8월 5일) ~ 1684년 10월 28일(음력 9월 20일))는 조선 시대 중후기의 외척, 권신, 작가이자 비상한 머리와 수완을 지닌 책사로서, 당시 명성왕후 김씨를 도와 정국을 주도했다. 경신대출척이 그의 작품이다. 그는 대동법을 실현시킨 영의정 김육의 손자로 장원급제자이며 노론의 정치가이며, 동시에 현종의 처사촌이자 숙종의 외종숙(5촌)으로서 당시 외척 세력을 대표하는 인물이다.
제2차 예송 논쟁 당시 그는 서인이었음에도 남인 허적 등과 손잡고 송시열, 김수항 등 대동법에 반대했던 산당(山黨)을 몰아냈다. 그를 비롯해 서인 내 한당(漢黨)과 남인은 연정을 했고 그 역시 이조판서와 우의정을 역임했다. 연정을 깨고 권력을 독점하기 위해 자기 처외숙인 김익훈 등과 짜고 남인들을 역모로 몰았다가 역풍을 맞고 오히려 서인들이 노론과 소론으로 갈라서게 만들었다. 이 때는 다시 스승 송시열과 손잡는다.
자는 사백(斯百), 호는 식암(息庵), 시호는 문충(文忠)으로 본관은 청풍(淸風)이다.

## 생애

### 출생과 가계

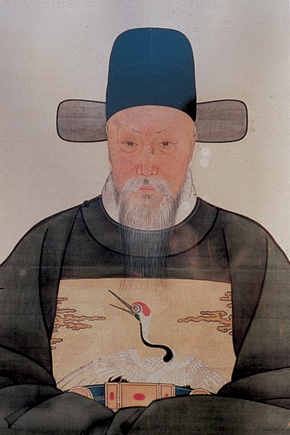
할아버지 잠곡 김육

1634년 한성부 남산(南山) 북록(北麓)인 회동(會洞, 현 서울시 중구 회현동 2가)에서 태어났다. 기묘명현, 즉 조광조와 함께 희생된 김식의 후손으로 증조부는 강릉참봉 김흥우(金興宇), 할아버지는 영의정 김육이며 아버지는 병조판서 김좌명이다. 어머니 신씨는 오위도총부도총관 신익성(申翊聖)의 딸이다.
또한 그는 현종의 정비인 명성왕후의 사촌 오빠에 청풍부원군 김우명의 조카이고, 숙종의 정비인 인경왕후 광산 김씨 역시 그의 처가 친척으로 김반은 그의 처외조부가 되며, 김익훈은 처외숙부이고, 후일 노론으로 같은 길을 걷는 김만중, 김만기는 그의 처외사촌이 된다.
그는 타고난 관상이 범과 비슷해 남들의 이목을 끌었는데 자신도 이를 자랑으로 생각했던 모양으로 후일 '범은 산이 있어야 좋다'며 자기 생가터를 재산루(在山樓)라 명명하기도 했다. 생가에는 그가 손수 심은 노송과 19절 폭포, 그 아래에는 찬우물이 있어 우물 동쪽 석벽에 '창벽(蒼壁)’이라고 새겼다. 실생활은 주로 종로방 관훈동(현재 종로구 인사동 주변) 저택에서 했다.

### 생애 초반

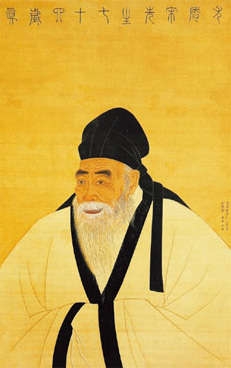
우암 송시열

그의 집안은 할아버지 때부터 문벌로 든든한 재력도 있었고 마찬가지로 할아버지 김육이 살아생전 보급에 힘썼던 인쇄 기술이 가업이기도 해 유복한 어린 시절을 보냈다. 게다가 어릴 때부터 비상한 머리와 수완으로 온 집의 기대와 사랑을 받았다. 영의정을 지낸 할아버지 김육의 문하에서 어린 시절 배웠고 그 뒤 우암 송시열의 문하에서 배움을 이어갔다. 그러나 송시열이 할아버지 김육과 대동법 시행 문제에서 충돌한 것을 시작으로 이래저래 악연이 쌓이면서 스승인 송시열과의 관계는 소원해진다. 나중에 노소론 대립 때는 노론으로 같은 편에 선다.
1657년(효종 8) 진사가 됐으며, 바로 성균관에 입교했다.
1658년(효종 9) 김육이 타계한다.
1661년(현종 2) 현종이 직접 성균관에 와 친히 문제를 낸 말문제 시험에서 눈에 띄어 곧바로 전시(殿試)에 응시할 자격을 얻었다.
1662년 증광문과(增廣文科)에 장원으로 급제, 성균관 전적, 이조좌랑 등을 지냈다. 사촌 동생인 명성왕후가 현종의 비가 돼 숙종을 낳은 후 외척으로서 서인 내에 새로운 세력을 형성해 간다. 특히 그는 명성왕후의 총애를 받았는데, 명성왕후는 자기 친동생이자 숙종의 외삼촌인 김석연이 있었지만 8살 위인 사촌오빠 김석주의 재주와 식견에 많이 의지하고 수시로 불러 의논했다.

### 정치 활동

#### 관료 생활 초반

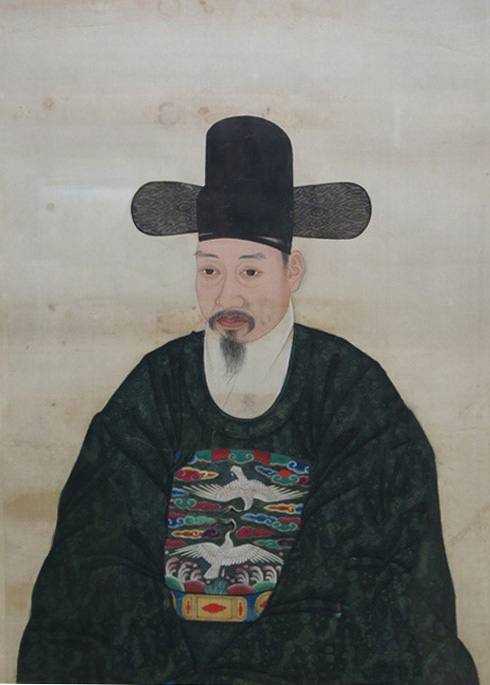
숙부 김우명

1662년 장원 급제 후 권지로 잠시 임관까지 대기하다 성균관 전적(典籍)에 임명됐다. 이후 이조좌랑(吏曹佐郞)과 이듬해 10월 사간원 정언, 사헌부 지평, 홍문관 부교리·수찬 등을 겸직해 젊은 엘리트 관료가 반드시 거쳐가야 할 요직을 두루 거쳤다. 특히 사헌부는 대간 혹은 정언이라 해서 바른 말을 하는 자리였는데 금천(衿川)과 과천(果川)의 절에서 승려들을 불법 동원해 노역시킨 왕실 종친 낭선군(朗善君) 이우(李俁)를 탄핵하기도 했다.
1665년 1월 종6품 수찬이 됐으나 후임 이일상의 실수를 두둔했다는 이유로 파직당했다. 그해 3월 부수찬으로 강등, 음력 9월엔 부교리를 지냈다. 그해 10월 백성들의 포흠 탕감 및 대규모 부역 중단을 건의했다. 당시는 전지구적인 소빙기로 조선도 예외없이 큰 흉년이 연이어져 나라가 위태로왔다. 다음은 그의 건의문을 발췌한 것이다.
| “ | 하늘의 마음을 몸받아 하늘의 견책에 답함으로써 수성하는 실상을 극진히 하시며, 이런 마음가짐으로 신공(臣工)들을 면려하고 백성들의 고통을 덜어주소서. 그리하여 줏대 없이 사심에 끌리는 누습(陋習)을 일변시켜 깨끗이 씻고 진작 쇄신하는 굉규(宏規)를 세우소서. | ” |

| “ | 국가에서 법을 심각하게 하여 독책하려는 의도를 조금도 너그럽게 하지 않는 이유는 오직 누적된 포흠을 징수하고 물린 부세를 받아들이는 데 있는 것입니다. 신의 어리석은 생각에는 이것이 과연 무슨 계책인지를 모르겠습니다. 누적된 포흠의 폐단에 대해서는 전후 제신들이 누차 논하였습니다. 탕감시키자는 의논이 일찍이 금년 봄에 한 번 발론되었고 일이 거의 시행되게 되어 있었습니다만 갑자기 다시 조절(操切)하는 말 때문에 중도에 저지되고 말았습니다. 아, 그 문서를 남겨 두어도 국가에서 곡식을 얻어 내기에 부족하지만 없애버리면 민심을 얻을 수가 있는 것이니, 헛된 장부를 견감시켜 실제적인 혜택을 베푸는 계책으로는 이보다 나은 것이 없습니다. | ” |

| “ | 신이 지난 가을에 병랑(兵郞)으로 있을 적에 마침 군포(軍布)를 관장하고 있었으므로 복심(腹心)인 경부(京府)의 저장 또한 헛군데로 흘러나가는 것이 상당히 있다는 것을 알게 되었습니다. 숙경공주의 집을 지을 적에 토목 공사의 공역(功役)이 3년 만에 끝이 났는데 신이 삼가 공장(工匠)과 모역(募役)의 역가(役價)를 계산하여 보니 2백 14동(同) 남짓 되어 금(金)으로 환산하여도 7천, 8천 냥을 밑돌지 않는 숫자였고, 거기다가 다시 탁지(度支)의 양료(糧料)와 내사(內司)의 비용까지를 계산하여 본다면 반드시 1만 냥이 차고도 남을 것입니다. 진실로 하나의 궁(宮)을 짓는 데 드는 비용을 한 해 민역(民役)의 대신으로 옮겨 충당시킨다면 부족한 것이 있다고 하더라도 그것이 얼마나 되겠습니까. 신은 여기에서 더욱 전일 간신(諫臣)의 소장 내용을 당초 행하지 않아서는 안 된다는 것을 알게 되었습니다. | ” |

현종이 그의 건의를 모두 수용해 민심 이반을 막긴 했으나 이는 나라 재정에 곧 부담으로 돌아왔다.
1665년 10월 청나라에서 사신이 파견되자 이를 맞이할 원접사 박장원(朴長遠)의 문례관으로서 청국 사신을 영접하고 돌아왔다.

#### 삼사 언관 활동
1666년 4월 수찬, 9월 다시 수찬이 되었다. 10월 재난이 발생하자 부교리 홍만용(洪萬容)·심재(沈梓)와 함께 왕에게 근신할 것을 청하는 상언을 올리기도 했다. 11월의 경연에 입시했을 때는 경연을 계속할 것을 건의하였다. 그는 백골징포와 황구첨정의 폐단을 여러 번 간하였으나 묵살되고 고쳐지지 않았다. 1666년 11월 경연검토관이 되고, 11월의 경연에서 어린아이를 병역에 넣는 자들에 대한 강경 처벌을 요청하였다.
| “ | 조정에서 어린아이를 정군(定軍)하는 것을 금지했는데, 각도의 수령은 금지령을 무시한 채 젖먹이 아이까지도 모두 찾아 내니 매우 놀라운 일입니다. 마땅히 그 법을 거듭 밝혀서 지금부터 만일 어린아이로 정군하는 자가 있으면 그 죄를 용서해 주지 않는 것이 어떻겠습니까? | ” |

현종이 흔쾌히 승낙하여 각 도에 암행어사를 보내 어린아이를 정군과 군역, 군포 징수대상으로 넣은 지방 수령들을 추고, 파면시켰다. 1666년 11월 겸 세자시강원 문학, 1667년 1월 부수찬이 되었다가 2월 홀로 합계한 김익렴, 이숙 등을 규탄하고 사직하려 하였으나 현종이 만류하였다. 3월 수찬이 되었다. 이후 이조정랑, 사간원헌납, 홍문관 교리를 지냈다. 그러나 한동안 서인의 분당으로 한당(漢黨)에 가담하여 집권당이던 산당(山黨)에게 중용(重用)되지 못하였다.
1669년 7월 부교리, 1670년 2월 사간원헌납이 되었다. 이때 어머니의 회갑잔치를 지나치게 성대하게 한 전라감사 김징 등을 공격하였다. 3월 이조 좌랑을 거쳐 세자시강원의 겸직을 맡았으나, 뇌물을 받은 김징(金澄) 등을 탄핵하고 스스로 사직하였다. 6월 부수찬, 8월 교리를 지냈다. 그해 10월 부교리 최후상(崔後尙), 부수찬 이훤(李藼)·신후재(申厚載) 등과 함께 세출액의 수를 줄일 것을 청하였다. 이후 과거 시험에 답안지가 뽑히지 못했으나 아버지 이원정의 해명으로 과거에 합격하게 된 이담명을 계속 물고 늘어졌다.
1673년 5월 교리, 6월 헌납, 7월 부교리에 임명되었다가 바로 헌납이 되었다. 7월 8일 이조 좌랑, 7월 10일 이조 정랑 등을 지내고, 1674년 2월 부응교가 되었다.

#### 2차 예송 논쟁 전후
당시 서인의 분파가 가속화되자 그는 한당(漢黨)에 속했다. 한당이던 그는 집권당이던 산당(山黨)과 갈등하였고, 그의 할아버지 김육이 시행하려던 대동법을 산당의 김집, 송시열 등이 적극 반대하고 비판을 가했던 점 역시 송시열 등에게 악감정을 갖는 원인이 되었다. 결국 산당의 압력으로 요직에 중용되지 못하였다. 1674년 세자시강원 겸보덕(兼輔德)에 이어 좌부승지가 되었다.
1674년(현종 15년) 용인의 충렬서원의 원장을 지냈다.
1674년 자의대비(慈懿大妃)가 상복을 입는 복상문제로 제2차 예송논쟁이 일어나자, 서인이었음에도 남인의 온건파 허적 등과 결탁하여 송시열·송준길·김수항(金壽恒) 등의 산당 훈신들을 숙청하고 특진되어 수어사(守禦使), 승정원도승지(都承旨) 등을 지냈다. 이후 병조판서(兵曹判書)에 임명되고 또 홍문관, 예문관 양관의 대제학(大提學)을 지냈다.

### 북벌론 실패
1674년부터 남인 허적과 윤휴 중심으로 북벌론이 계획되었다. 김석주 역시 북벌론 재개에 지지 의사를 표했고 곧 체부(도체찰사부) 부활과 만과 설치, 병력 선발 등의 안이 건의되었다. 송시열은 유배소에 있으면서도 이 점에는 깊이 공감하고 지원하라는 글을 문하들에게 보낸다. 그러나 허목은 서인에게 유화적이었던 허적의 태도에 불만이었고, 김석주의 지지의 본심을 의심한다.
한편 1676년에 연중(筵中)에서 대사헌 윤휴가 북벌의(北伐議)를 주장하니 병조판서 김석주가 말하기를 군사를 출전시킬 시기는 이미 정하여졌으나 군량이 부족한 것이 걱정이라고 말하니 당시 이조참판인 심재(沈梓)가 나가서 말하기를 복수하여 설욕하는 대의는 진실로 좋으나 작은 나라로서 위험한 때에 군사를 일으켜 국경을 넘는다는 것은 그 때가 아니라고 하였다.
북벌론에 적극 찬성하던 그는 국가의 보장지지(保障之地)인 강화(江華)를 직접 둘러보고 군비를 더욱 강화할 필요성을 느껴 강화연안(江華沿岸) 요소 요소에 돈대(墩臺)를 구축할 필요성을 느끼고 49개 처의 돈대를 구축할 것을 의정부에 건의하여 성사시켰다. 그의 건의가 수용되면서 53개 처의 돈대를 구축하였다.
서인, 남인의 당론이 일치하면서 일시적으로 통합이 가능하였으나 남인의 당수였던 허목은 불가함을 들어 강하게 반대했다. 장정을 많이 징발하면 국가의 일꾼이 없어진다는 것과 청나라는 대국이고 조선은 소국에다가 국론까지 분열되었는데 상대가 가능하냐는 것이었다. 여기에 남인 강경파들이 반대하고 나서면서 북벌론은 다시 묻혀진다. 결국 송시열은 같은 남인이던 윤휴의 북벌론 주장의 진정성을 의심하게 되었고, 북벌 계획은 수포로 돌아간다.

### 생애 후반

#### 남인 숙청 공작

남인의 영수 허적

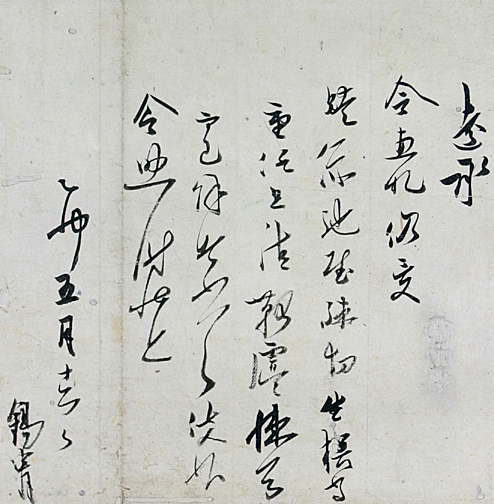
김석주의 서신

이후 훈련대장(訓練大將)과 판의금을 겸하고 이후에 남인 정권에서 특별히 의정부우의정에 올라 호위대장(扈衛大將)을 겸하였다. 그러나 남인이 집권 이후 허적의 서자 허견이 횡포를 부리고, 숙부인 김우명의 첩과 말싸움 끝에 김우명의 첩의 이빨을 부러트리는 등의 행패를 부렸으며, 게다가 처경 왕족 사칭 사건으로 조정의 기강이 헤이해지고 남인 윤휴 등도 토목업자 등으로부터 뇌물을 받는 등 남인계의 부패행위가 도를 넘어서게 되자 그는 다시 송시열의 문하생인 김익훈과 내통하여 남인을 타도할 계획을 세운다.
그 뒤 허적과 등을 돌리고 다시 송시열과 결탁하여 남인을 역모로 몰고 그 공으로 보사공신(保社功臣) 1등에 책록되어 청성부원군(淸城府院君)으로 진급했다.
1682년(숙종 8년) 병조 판서로 있을 때 국가 재정을 줄이고 왕권 호위에 도움이 될 수 있도록 훈련도감의 경번군(更番軍)인 훈련별대(訓鍊別隊)와 병조(兵曹) 소속의 갱번군인 정초군(精抄軍)을 통합하여 금위영을 설치케 하고 대장(大將)을 겸하였다. 이후 이조판서, 예조판서 등을 했고 1682년 5월 우의정이 되었고, 그해 호위대장(扈衛大將)을 겸직했으며, 이어 김익훈(金益勳)과 함께 남인의 완전 박멸을 위해 김환, 전익대 등을 사주하여 허영, 허새 등 남인들이 모역한다고 고변하게 하는 등 음모를 꾀하였다. 이로써 서인 청류파의 비난을 샀다. 1683년, 사은사로 청나라에 다녀왔다.

#### 최후
사은사(謝恩使)로 청나라에 다녀온 뒤 음험한 수법으로 남인의 타도를 획책하여 같은 서인의 소장파로부터 심한 반감을 사 정치적으로 몰락했고, 이는 바로 서인이 노론과 소론으로 분당되는 계기를 제공했다. 1684년 9월 병으로 은퇴해 있다가 사망했다. 당시 그의 나이 향년 50세였다.

### 사후
1689년(숙종 15) 기사환국으로 축출되고 공신의 호를 박탈당하였으나 후에 1694년의 갑술환국으로 서인이 재집권하면서 복권되었다. 허새의 옥사가 무고로 드러나면서 남인은 그를 탄핵, 부관참시를 기도하였으나 숙종의 완강한 반대로 부관참시는 모면하였다. 사후 숙종의 묘정에 배향되었다가 출향되었으나, 1886년(고종 14) 다시 복권되면서 숙종묘에 배향되었다. 저서에 《식암집》, 《해동사부(海東辭賦)》 등이 있다.

## 저서
- 《식암선생문집》23권
- 《별고》2권
- 《해동사부(海東辭賦)》
- 《고문백선(古文百選)》

## 가계
- 조부 : 영의정 잠곡 김육(金堉)
- 조모 : 윤급(尹汲, 해평윤씨)의 딸
  - 숙부 : 영돈녕부사 청풍부원군 증 영의정 김우명(金佑明)
    - 사촌 : 김석연(金錫衍)
    - 사촌 : 김석달(金錫達)
    - 사촌 : 명성왕후

  - 아버지 : 판서 증청릉부원군 영의정 김좌명(金佐明)
- 외조부 : 평산 신씨 동양위 신익성(東陽尉 申翊聖, 1588 ~ 1644)
- 외조모 : 정숙옹주(貞淑翁主, 1587 ~ 1627)
  - 어머니 : 신지강(申止康, 1617 ~ 1667)
  - 외삼촌 : 평산 신씨 신승(申昇) - 민정중(閔鼎重)의 장인)
  - 이모부 : 남양 홍씨 홍명하(洪命夏)
    - 외사촌 : 홍택보(洪澤普) - 김수흥(金壽興)의 사위, 숙안공주의 시당숙)

  - 이모부 : 금천 강씨 강문두(姜文斗) - 소현세자의 처남)
  - 장인 : 전주 이씨 이후원(李厚源, 1598 ~ 1660) - 광평대군의 7대손
  - 장모 : 광산 김씨 - 김장생(金長生)의 3남인 김반(金槃)의 딸
    - 정부인 : 이수강(李壽康, 1634 ~ ?)
      - 장남 : 김도연(金道淵)
      - 자부 : 동래 정씨(숙정공주와 동평위 정재륜(鄭載倫)의 딸, 효종과 정태화(鄭太和)의 손녀)

    - 계부인 : 창원 황씨 - 황일호(黃一皓)의 딸(이이명(李頤命) 형제의 이모)[8]
- 처삼촌 : 김익훈(金益勳, 장모 광산김씨의 남동생)
- 처삼촌 : 김익겸(金益兼, 장모 광산김씨의 오빠)
  - 처사촌 : 김만기(金萬基, 인경왕후의 아버지)
  - 처사촌 : 김만중(金萬重)
- 외종숙 : 박세채(朴世采, 어머니 신씨의 고종 사촌)
- 외재종아우 : 동평군(숭선군의 아들. 신익성(申翊聖)의 질녀이자 김석주의 어머니와 사촌자매지간인 영풍군부인 신씨의 아들)
- 외재종아우 : 신석화(申錫華, 민유중(閔維重)의 사위. 신익성(申翊聖)의 조카이자 영풍군부인 신씨의 오빠인 신정(申晸)의 아들)

## 기타
- 허영 허새의 옥사가 확대 조작된 사건이라는 것이 알려지자 서인 유생들은 사태를 확대시킨 김익훈과 김석주의 처벌을 원하였다. 그러나 상경한 송시열이 당초 약속을 뒤집고 김익훈과 김석주의 편을 들면서 이에 실망한 서인 유생들은 앞서 아버지 윤선거의 일로 송시열과 적대 관계로 돌아선 윤증의 편으로 돌아서게 된다. 이로 인해 서인이 송시열과 김석주를 중심으로 한 노론과 윤증을 중심으로 한 소론으로 분당되었다.
- 《김광택전》에 의하면 우의정으로 재직 중 김석주가 청나라에 사행을 가면서 금위영 소속의 무인의 동행을 요청하고 있는 기록으로, 동래왜관(東萊倭館)에 1인을 파견하여 왜검을 학습한 사실을 알려준다. 왜검술을 배운 이와 중국의 기예를 배우도록 하는 이가 동일한 사람인가에 대해서는 조심할 필요가 있긴 하지만, 유혁연이 훈련도감에 재직할 때 동래에 병사 한 명을 파견하여 왜검술을 배우게 했다.[9]

## 김석주가 등장한 작품
- 《여인열전 - 장희빈》, MBC, 1981년~1982년, 배우 : 오지명
- 《조선왕조 오백년 - 인현왕후》, MBC, 1988년, 배우 : 김동현
- 《장희빈》, SBS, 1995년, 배우 : 정동환
- 《장희빈》, KBS2, 2002년~2003년, 배우 : 전인택

## 같이 보기
| - 대동법 - 홍수의 변 - 허견의 옥사 - 허새의 옥사 - 경신환국 - 기사환국 - 김육 - 김좌명 - 김우명 - 김익훈 - 김만기 - 김석연 - 민광훈 - 민유중 | - 명성왕후 - 인경왕후 - 숙종 - 희빈 장씨 - 삼복의 변 - 허견의 옥사 - 인현왕후 - 송시열 - 송준길 - 허목 - 허적 - 안방준 - 김집 - 김장생 | - 예송 - 민정중 - 민기중 - 박세채 - 박태보 - 윤증 - 윤선도 - 윤휴 |